# Andrea « Andy » Carmichael
Andrea « Andy » Carmichael est un personnage du film Les Goonies dans lequel elle est jouée par l'actrice Kerri Green.

## Histoire
Andy est une très belle jeune fille dont plusieurs garçons sont amoureux (les plus notables sont Brand et Troy). Dans son école, elle est très populaire car elle est connue pour être la plus belle fille, mais aussi pour être Pom-Pom Girl. En dehors de l'école, elle sort avec Troy Perkins, bien qu'elle semble plus amoureuse de Brand.
Se trouvant dans la voiture de Troy avec Stef, elle est d'abord dégoûter de lui car il réglait les rétroviseurs pour voir sous sa jupe, mais encore plus quand celui-ci entraîne à grande vitesse Brand se trouvant sur un petit vélo. Elle rejoint avec Stef, Brand et les Goonies après avoir rompu avec Troy, puis elle tombe folle amoureuse de Brand, ce qui la pousse à le suivre dans la quête du trésor de Willy le Borgne.
Tout au long de l'aventure, elle essaie sans cesse de montrer à Brand ses sentiments, au grand agacement de Stef. Elle croit l'avoir fait en pensant l'avoir embrassé dans une grotte sans se douter que c'était Mikey, le petit frère de Brand.
A un moment dans l'aventure, elle et les Goonies sont face à une nouvelle épreuve pour arriver au trésor, dont le but de cette épreuve consiste à jouer les bonnes notes sur un piano ou autrement c'est la mort assurée, après quelques échecs, elle finit par réussir à faire baisser un pont levis qui les amènera au trésor.
Peu de temps après être arrivé sur le bateau, les Fratelli, un groupe de criminel les ayant rattraper, elle est la première à être jeter par-dessus bord à la façon pirate (c'est-à-dire en marchant sur la planche), mais elle est sauvée par Brand. 
Après avoir échappé aux Fratelli et à un éboulement, elle retrouve ses parents sur la plage et avoue ses sentiments réciproques à Brand.